# ポント＝カナヴェーゼ
ポント＝カナヴェーゼ（伊: Pont-Canavese）は、イタリア共和国ピエモンテ州トリノ県にある、人口約3,200人の基礎自治体（コムーネ）。

## 地理

### 位置・広がり

#### 隣接コムーネ
隣接するコムーネは以下の通り。
- アルペッテ
- キエザヌオーヴァ
- クオルニェ
- フラッシネット
- イングリア
- ロンコ・カナヴェーゼ
- スパローネ